# Partido Unión Generaleña
El Partido Unión Generaleña (luego llamado Unión General) conocido por su siglas como PUGEN fue un partido político costarricense. Fundado originalmente como partido local del cantón Pérez Zeledón en 1970 (también conocido como San Isidro del General, y su población como generaleños), luego logró inscribirse a nivel nacional y en 1997 cambió el nombre a Partido Unión General. El presidente del partido durante la mayor parte de su historia fue Carlos A. Fernández, quien también fue su primer regidor, luego diputado del período 1994-1998 y candidato presidencial. Fue el primer partido en postular a una mujer como candidato presidencial, la abogada Norma Vargas Duarte en 1994. Desapareció en el 2007 al adherirse al Movimiento Libertario.

## Elecciones legislativas
|  | 0.3 % |

|  | 2.4 % |

|  | 1.7 % |

|  | 0.9 % |

|  | 0.3 % |